# Расизм в Европе
Расизм был постоянной частью истории Европы.

## Австрия
В различных частях Австрии наблюдался расизм. С начала европейского миграционного кризиса в 2015 году число случаев расизма увеличилось.

## Болгария
9 октября 1992 года президент Болгарии подписал Рамочную конвенцию о защите национальных меньшинств. В октябре 2019 года болгарские болельщики выкрикивали расистские оскорбления в адрес темнокожих английских футболистов во время матча.

## Дания
Исследовательский центр Pew оценивает Данию как третью самую расистскую в Западной Европе. 29% нетерпимы к чернокожим, мусульманам, цыганам. 72% оценили цыган как «полностью отрицательно».

## Эстония
Критики называют взгляды Консервативной народной партии Эстонии ксенофобными и расистскими.

## Польша
Количество расистских преступлений в Польше растет. В 2013 году в Польше было совершено более 800 расистких преступлений, а в 2016 году их число увеличилось до более чем 1600. Польша возглавляет список стран с наибольшим количеством нападений на индийских студентов с 9 из 21 нападений.

## Румыния
Цыгане — самая ненавистная этническая группа в Румынии, несмотря на то, что они являются одним из крупнейших этнических меньшинств страны.

## Турция
Расизм в турецком обществе проявляется по отношению к цыганам, малочисленным чернокожим группам из Африки, а также определённые ксенофобские настроения в отношении не мусульманских этнических групп на основании религиозной нетерпимости (армяне, греки, ассирийцы, курды).